# Johannishusskolan

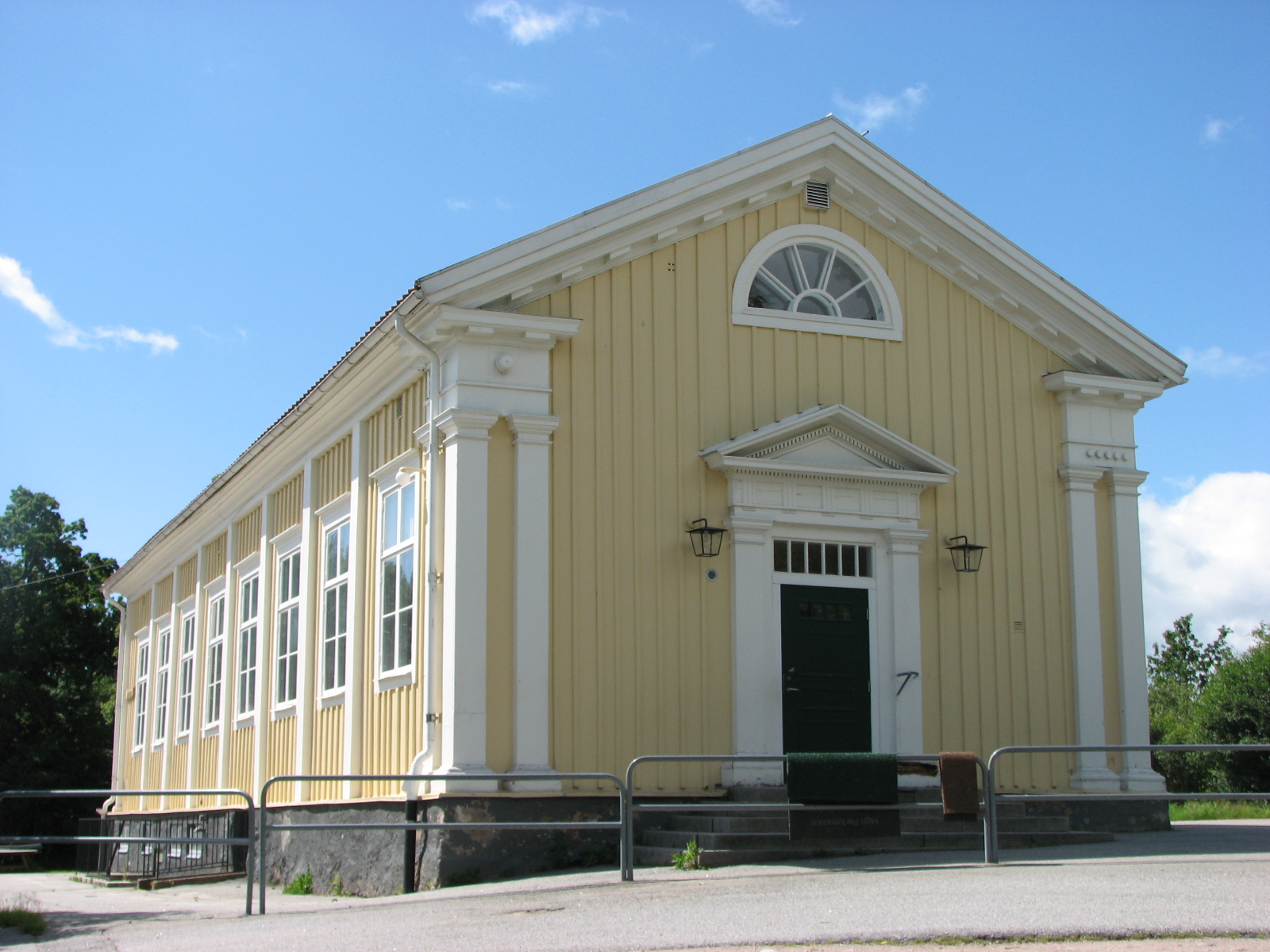
Johannishusskolan juli 2007

Johannishusskolan är en liten skola som ligger i Johannishus, någon kilometer från Listerby. På skolan går över hundra elever. Skolans största byggnad "Boken" är en av Sveriges äldsta skolbyggnader som fortfarande är i bruk. Den byggdes 1833 på initiativ av grevinnan Agathe Wachtmeister på Johannishus Gods.